# L'uccello d'oro
L'uccello d'oro (Der goldene Vogel) è una fiaba dei fratelli Grimm pubblicata nella raccolta Le fiabe del focolare (1812-1815).

## Trama
La favola racconta di un re padre di tre figli. Un giorno, dal cortile del re, sparisce una mela dall'albero delle mele d'oro, per cui il re decise di inviare i primi due figli a fare la guardia all'albero, ma i due si addormentarono, così decide di rivolgersi al figlio minore. A mezzanotte, Bertrando vede un uccello d'oro, riuscendo, scoccando una freccia, a far cadere una piuma, per convincere il padre che fosse l'uccello la causa della sparizione delle mele. Il re, complimentandosi con lui, invia i suoi due figli maggiori a cercare l'uccello, prima uno e poi l'altro: ma essi, ignorando i consigli di una volpe, uno per volta si perdono non facendo più ritorno.
Ancora una volta il re decide di mandare il figlio minore, Bertrando. Anche lui, come i fratelli, incontra la volpe, che gli consiglia di andare a prendere l'uccello d'oro da un giardino dove è custodito, ma lo mette in guardia suggerendogli di metterlo in una gabbia di legno e non in una gabbia d'oro. Ma il principe dimentica il consiglio della volpe, e per questo motivo viene arrestato da un altro re, proprietario dell'uccello d'oro. Il sovrano gli propone un pattoː se gli avesse portato un cavallo d'oro gli sarebbe stata risparmiata la vita. La volpe decise di aiutarlo di nuovo, raccomandadogli di non mettere sulla groppa del cavallo la sella d'oro, ma il principe se ne dimentica e viene nuovamente arrestato dalle guardie del re proprietario del cavallo d'oro. Questo sovrano gli propone di portargli la principessa dal cuore d'oro, figlia del terzo re che viveva in un castello d'oro.
Ancora una volta la volpe mette in guardia il principe, suggerendogli di portarla via prendendola per mano, ma di non permetterle di salutare i suoi genitori. Anche questa volta il principe non riesce a seguire il consiglio dell'animale, così, il re del castello d'oro, venuto a conoscenza del tentativo di rapimento, gli ordina, in cambio della vita, di spianare una montagna in una settimana e un giorno. La volpe corre di nuovo in aiuto di Bertrando, consigliandogli di portare la principessa dal re del cavallo d'oro, facendosi prima mostrare l'animale, e di balzarci in sella con la principessa. Finalmente Bertrando fa come la volpe gli dice, dimenticandosi però del suo ultimo consiglio, ovvero “non comperare carne da patibolo”. La carne infatti era quella dei suoi fratelli più grandi, i quali, al mancato pagamento dei loro debiti, avevano pagato con l'impiccagione. Il principe prima di essere gettato nel fosso riesce comunque a fare avere al padre l'uccello, il cavallo e la principessa. Purtroppo l'uccello non cantava, il cavallo non mangiava e la principessa continuava a piangere.
A un certo punto, un mendicante entra nel castello, il cavallo incominciò a mangiare, l'uccello a cantare e la principessa, illuminatasi, parve tutta d'oro. Il re si avvicinò al mendicante scoprendo che si trattava del Bertrando, il figlio minore che la volpe aveva salvato. La volpe si rivolse al re e disse: “Adesso sì che posso infrangere il giuramento che i tuoi cattivi fratelli m'avevano fatto fare. Sire, è stato Bertrando a conquistare il cavallo e l'uccello”. Così il re decise di fare sposare Bertrando con la principessa. E la volpe? Chiese un taglio per sé stessa, e, dopo il taglio di zampe e testa, si ritrasformò in un principe: era il fratello della principessa.